# クラフティ
クラフティ（仏: clafoutis）は、フランスのリムーザン地方の伝統菓子。
伝統的には、耐熱皿に種を抜かずにブラックチェリーを並べ、鶏卵、牛乳、砂糖、小麦粉を混ぜたクレープ風の生地を流し込み、オーブンで焼き上げ、粗熱が取れたら粉糖をかけて供する。生地に生クリームを入れるレシピもある。
ブラックチェリーの代わりに、赤サクランボやリンゴ、梨、その他の果実を使うこともあるが、伝統を重んじる者の中にはこれを「クラフティ」と認めず、「フロニャルド」であると主張する人もいる。
家庭料理であるため、実際には材料も作り方も幅広いバリエーションがある。

## 名前の由来
「クラフティ」の名前が記録に見られるようになったのは、19世紀後半になってからである。
語源については以下を含む諸説がある。
- フランス語の動詞"remplir"（満たす）に相当するオック語: "clafir"または"claufir"が原形の"clafotís"が由来とする説[1]。
- 「釘で固定する」という意味の古フランス語"claufir"が語源とする説[9]。

## 定義をめぐる争い

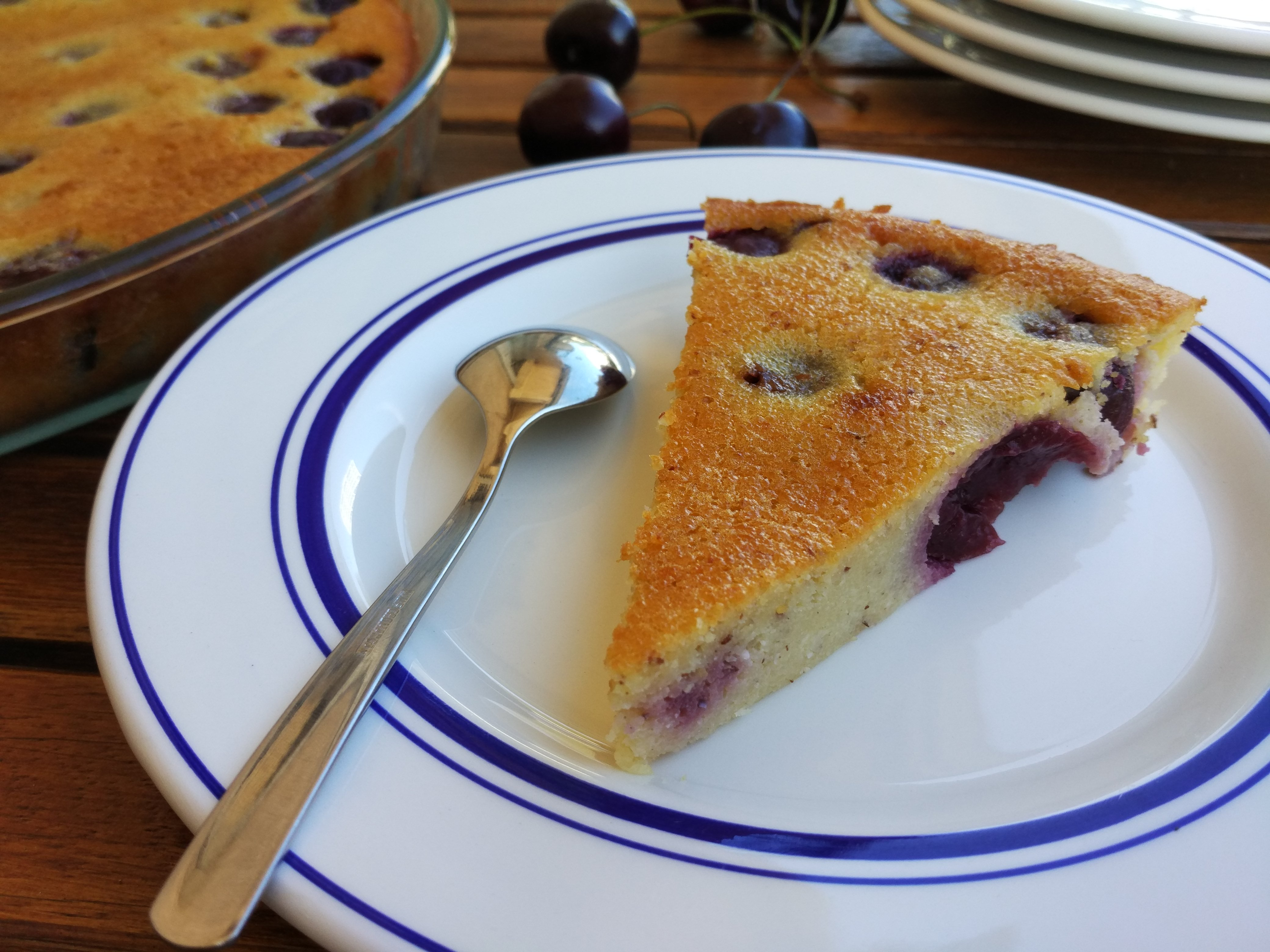
1ピースのクラフティ

ラルース出版の料理事典"Larousse gastronomique"によると、アカデミー・フランセーズが辞典に記載するクラフティの定義を「果実を使ったフランの一種」にしようとしたところ、リモージュ住民の猛反対に遭い、アカデミーが「ブラックチェリーを使ったケイク（仏: cake）」に変更することを決めたという。もっとも、アカデミー・フランセーズ辞典の第9版（2022年時点で最新版）では、「果実を使ったフランの一種」となっている。